# James Gould Cozzens
Pour les articles homonymes, voir Cozzens.
James Gould Cozzens, né le 19 août 1903 à Chicago et mort le 9 août 1978, est un écrivain américain, lauréat du prix Pulitzer de la fiction en 1949.

## Biographie
Fils de Henry William Cozzens Jr., un homme d'affaires, petit-fils d'un gouverneur de Rhode Island et de Mary Bertha Wood, de nationalité canadienne, James Gould Cozzens grandit un milieu aisé. Il entre à l'université Harvard en 1922, où il étudie pendant deux ans, et publie son premier roman, Confusion, en 1924. Quelques mois plus tard, malade et endetté, il quitte l'université pour le Nouveau-Brunswick, où il écrit un autre roman, Michael Scarlett. Ni l'un ni l'autre ne rencontrent de succès. Cozzens se rend alors à Cuba, où il est précepteur dans des familles américaines expatriées ; il commence à écrire des nouvelles, et rassemble des éléments qu'il utilise par la suite dans Cock Pit (1928) et The Son of Perdition (1929). Un an plus tard, il accompagne sa mère en Europe, où il travaille à nouveau comme précepteur. 
Il rencontre Sylvia Bernice Baumgarten, un agent littéraire, qu'il épouse en décembre 1927, et qui parvient à faire publier ses livres. Tous deux s'installent à Lambertville, dans le New Jersey, où ils restent jusqu'en 1958. Cozzens reçoit le O. Henry Award en 1936 pour deux nouvelles parues dans The Saturday Evening Post (« A Farewell to Cuba » et « Total Stranger »). Ses romans Ask Me Tomorrow (1941) et The Just and the Unjust sont appréciées du public et de la critique.
Pendant la Seconde Guerre mondiale, il est mobilisé dans la force aérienne militaire américaine (USAAF). Il est employé à mettre à jour des manuels, puis à contrôler la transmission des informations aux organes de presse civils. Il s'inspire de cette expérience dans Guard of Honor (1948), qui lui vaut le prix Pulitzer de la Fiction en 1949. En 1957, By Love Possessed rencontre un succès inattendu, se maintenant pendant trente-quatre semaines dans la liste des meilleures ventes du New York Times ; le roman est adapté au cinéma en 1961, avec Lana Turner dans le rôle principal.
En 1958, il déménage à Williamston, dans le Massachusetts. Il siège de 1960 à 1968 au Harvard Board of Overseers (un des deux principaux organes de direction de l'université Harvard). Son dernier roman, Morning, Noon and Night, paru en 1968, l'année de sa mort, rencontre peu de succès.

## Œuvres
- Confusion, 1924
- Michael Scarlett, 1925
- Cock Pit, 1928
- The Son of Perdition, 1929
- S.S. San Pedro, 1931
- The Last Adam, 1933
- Castaway, 1934
- Men and Brethren, 1936
- Ask Me Tomorrow, 1940
- The Just and the Unjust, 1942
- Guard of Honor (en), 1948
- By Love Possessed (en), 1957
- Children and Others (recueil de nouvelles), 1964
- Morning, Noon, and Night, 1968